# Psefiet
Een psefiet (van Grieks psephos = grindkorrel) is in de petrologie (gesteentekunde) een gesteente dat oorspronkelijk bestond uit sediment met een korrelgrootte groter dan 2 mm. 
De term psefiet wordt vrijwel alleen gebruikt bij metamorf gesteente, om aan te geven wat de protoliet van het gesteente was. Bij protolieten met een kleinere korrelgrootte en grotere kleifractie spreekt men respectievelijk van een psammiet of een peliet.
Psefieten kunnen bijvoorbeeld oorspronkelijk een rudiet, zoals een conglomeraat of een breccie, geweest zijn.